# Centro de Futebol Zico de Brasília Sociedade Esportiva
El Centro de Futebol Zico de Brasília Sociedade Esportiva, també conegut com a CFZ de Brasília, és un club de futbol brasiler de la ciutat de Brasília al Districte Federal del Brasil.

## Història
El club va ser fundat l'1 d'agost de 1999 per l'antic jugador Zico com una branca del club de l'estat de Rio de Janeiro Centro de Futebol Zico Sociedade Esportiva. El CFZ de Brasília professionalitzà la seva secció de futbol el 15 de juliol de 2001. Un any més tard guanyà el Campionat brasiliense. A nivell nacional participà en la Copa do Brasil de 2003, essent eliminat per Fortaleza, i de 2005, aquest cop eliminat pel Coritiba.

## Palmarès
- Campionat brasiliense: 
  - 2002
- Segona Divisió del Campionat brasiliense: 
  - 2010

## Estadi
El CFZ de Brasília juga els seus partits a l'Estadi Augustinho Lima, el qual té una capacitat per a 15.000 espectadors. També juga alguns partits a l'Estadi Mané Garrincha.